# 魏昭
魏昭（？—？），東漢儒家學者。

## 生平
年少的時候見到郭林宗，以為「經師易遇，人師難遭，願在左右，供給灑掃。」，郭泰應許。
一日，郭泰生病，就命魏昭煮粥，煮好之後，魏昭就端給郭林宗吃。郭林宗這時候就大聲的呵斥魏昭說：「為長者作粥，不加意敬，使不可食！」魏昭就再次的煮粥，而且恭敬的事奉；郭林宗又同樣的呵斥了他三遍，而魏昭的容貌臉色絲毫都沒改變；郭林宗就對他說：「吾始見子之面，而今而後，知卿心耳！」，之後即友善對之。